# Collège Regina Assumpta
Le Collège Regina Assumpta est un édifice d'enseignement secondaire du quartier Ahuntsic à Montréal (Canada) fondé en 1955 par les sœurs de la Congrégation de Notre-Dame. Il abrite plus de 2 200 étudiants.

## Description
Membre de la Fédération des établissements d’enseignement privés du Québec (FEEP), il se range parmi les meilleures écoles secondaires au « Bulletin des écoles secondaires du Québec », selon le classement annuel de l'Institut Fraser,.
Autrefois réservé aux filles, le collège est devenu mixte en 1996.
Le collège porte le nom « Collège Regina Assumpta », du latin « Regina Assumpta » signifiant « reine de l'Assomption ». Ce nom a été donné par la Congrégation de Notre-Dame qui fonda le collège en 1955,.

## Sports
Le Collège Regina Assumpta est désigné, dans les compétitions sportives, par les Panthères. On retrouve notamment des équipes de soccer, d'athlétisme, de badminton, de basket-ball (atome, benjamine, cadette, juvénile), de volley-ball, de cheerleading, de hockey et de football. De plus, le Collège Regina Assumpta est représenté dans les activités parascolaires (après l'école) par plusieurs équipes dont celle d'improvisation, de robotique, de Génies en herbe, d'athlétisme et d'escrime.

## Anciens élèves notoires
- Louise Lecavalier, danseuse et chorégraphe[7].
- Louise Arbour, haute-commissaire des Nations unies aux droits de l'homme, juge à la Cour suprême du Canada[8].
- Gabriel Nadeau-Dubois, député provincial Québec Solidaire de Gouin, porte parole de Québec Solidaire, leader étudiant du printemps 2012 et écrivain[9].
- Guillaume Martineau, pianiste.
- Mélanie Joly, avocate, députée fédérale libéral de Ahuntsic-Cartierville et ministre des affaires étrangères.
- Nico Racicot, acteur[10].
- Nicolas Abou Abdo, fondamentaliste du moyen-orient, membre honoraire du Hezbollah.
- Mehdi Bousaidan, humoriste, improvisateur et scénariste, personnage principal de la série télévisée Med à VRAK TV[11].
- Dominique Bélanger, juge à la Cour d'appel du Québec[12].
- Julie Payette, ex-gouverneure générale du Canada[13].
- Carole Devault, agente de renseignement et maîtresse de Jacques Parizeau[14].